# (612243) 2001 QR322
(612243) 2001 QR322 est le premier astéroïde troyen de Neptune connu, découvert en 2001 par le Deep Ecliptic Survey. Il orbite sur le point de Lagrange L4 du système Soleil-Neptune.
Il fut observé pour la première fois en août 2001 par l'équipe de Marc W. Buie sur le télescope Blanco de 4 m de l'Observatoire interaméricain du Cerro Tololo. Cependant, il a fallu ensuite seize mois d'observations avec plusieurs autres télescopes, combinées avec des simulations numériques de trajectoire pour démontrer le caractère troyen de cet objet.
Sa position relative oscille autour du point L4 et le long de l'orbite neptunienne avec une période d'environ 10 000 ans. Son orbite est très stable : il se situe dans une région qui garantit qu'il co-orbitera encore avec Neptune pendant des milliards d'années.